# Ptecticus inops
Ptecticus inops är en tvåvingeart som beskrevs av Lindner 1949. Ptecticus inops ingår i släktet Ptecticus och familjen vapenflugor. Inga underarter finns listade i Catalogue of Life.